# Isla María Madre
Isla María Madre är en ö i Mexiko. Den är den största ön i ögruppen Islas Marías och tillhör kommunen San Blas i delstaten Nayarit, i den västra delen av landet. Arean är 140 kvadratkilometer.
Följande samhällen finns på Isla María Madre:
- Campamento Aserradero
- Campamento Morelos
- Campamento CICA
- Campamento Laguna del Toro
- Puerto Balleto
- Campamento Nayarit